# Dipartimento di San Alberto
San Alberto è un dipartimento argentino, situato nella parte occidentale della provincia di Córdoba, con capoluogo Villa Cura Brochero.

## Geografia fisica
Esso confina a nord con i dipartimenti di Pocho e Cruz del Eje, ad est con quelli di Punilla e Santa María, a sud con il dipartimento di San Javier e la provincia di San Luis, e a ovest con la provincia di La Rioja.
Il dipartimento è suddiviso nelle seguenti pedanie: Ambul, Carmen, Nono, Panaholma, San Pedro, Toscas e Tránsito.

## Società

### Evoluzione demografica
Secondo il censimento del 2001, su un territorio di 3.327 km², la popolazione ammontava a 32.395 abitanti, con un aumento demografico del 29,04% rispetto al censimento del 1991.

## Amministrazione
Nel 2001 il dipartimento comprendeva:
- 8 comuni (comunas in spagnolo):
  - Ámbul
  - Arroyo de Los Patos
  - Las Calles
  - Las Rabonas
  - Panaholma
  - San Lorenzo
  - San Vicente
  - Sauce Arriba
- 5 municipalità (municipios in spagnolo):
  - Mina Clavero
  - Nono
  - San Pedro
  - Villa Cura Brochero
  - Villa Sarmiento